# Louisa Hamilton
Louisa Jane Hamilton (Brighton, 26 agosto 1836 – Midlothian, 16 marzo 1912) è stata una nobildonna scozzese.

## Biografia
Nacque a Brighton, nel Sussex, terzo figlio di quattordici di James Hamilton, I duca di Abercorn e Lady Louisa Jane Russell, figlia di Sir John Russell, VI duca di Bedford.
Servì come Mistress of the Robes della regina Vittoria dal 1885 al 1892 (conservatrice), e di nuovo dal 1895 al 1901.
Successivamente venne nominata Mistress of the Robes dalla regina Alessandra nel 1901 e rimase in carica fino alla sua morte nel 1912.

## Matrimonio
Sposò William Montagu Douglas Scott, VI duca di Buccleuch, il 22 novembre 1859, a Londra. Ebbero otto figli:
- Walter Henry Montagu Douglas Scott, conte di Dalkeith (17 gennaio 1861 - 18 settembre 1886);
- John Montagu Douglas Scott, VII duca di Buccleuch nato John Charles (30 marzo 1864 - 19 ottobre 1935);
- George William Montagu Douglas Scott (31 agosto, 1866 - 23 febbraio 1947), sposò, il 30 aprile 1903, Lady Elizabeth Manners Emily ed ebbero figli;
- Henry Francis Montagu Douglas Scott (15 gennaio 1868-19 aprile 1945);
- Herbert Andrew Montagu Douglas Scott (30 novembre 1872 - 17 giugno 1944), sposò, il 26 aprile 1905, Marie Josephine Edwards ed ebbero figli; è il nonno materno di Sarah, duchessa di York;
- Lady Katharine Mary Montagu Douglas Scott (25 marzo 1875 - 7 marzo 1951), sposò Thomas Brand, III Visconte di Hampden, ebbero figli;
- Lady Constance Anne Montagu Douglas Scott (10 marzo 1877-7 maggio 1970), sposò, il 21 gennaio 1908, L'On. Douglas Halyburton Cairns, ebbero figli;
- Lord Francis George Montagu Douglas Scott (1º novembre 1879 - 26 luglio 1952), sposò, l'11 febbraio 1915, Lady Nina Eileen Evelyn Sibell Elliot-Murray-Kynynmound, ebbero figli.

## Morte
La Duchessa morì il 16 marzo 1912, al Palazzo Dalkeith, Midlothian, in Scozia. Era sopravvissuta al marito e a uno dei suoi figli.
Fu sepolta nella cripta di famiglia Buccleuch nella chiesa di S. Maria, Palazzo Dalkeith, Midlothian, in Scozia.

## Ascendenza
|                                    |                                        |                                     | Genitori                                   |  |  | Nonni |  |  | Bisnonni                              |  |  | Trisnonni     |  |
|                                    |                                        |                                     |                                            |  |  |       |  |  | John Hamilton, I marchese di Abercorn |  |  | John Hamilton |  |
|                                    |                                        |                                     |                                            |  |  |       |  |  | John Hamilton, I marchese di Abercorn |  |  | John Hamilton |  |
|                                    |                                        | Harriet Craggs                      |                                            |  |  |       |  |  | John Hamilton, I marchese di Abercorn |  |  |               |  |
| James Hamilton, visconte Hamilton  |                                        |                                     |                                            |  |  |       |  |  | John Hamilton, I marchese di Abercorn |  |  |               |  |
|                                    |                                        | Catherine Copley                    | Joseph Copley, I baronetto                 |  |  |       |  |  |                                       |  |  |               |  |
|                                    |                                        | Catherine Copley                    | Joseph Copley, I baronetto                 |  |  |       |  |  |                                       |  |  |               |  |
|                                    |                                        | Catherine Copley                    | Mary Buller                                |  |  |       |  |  |                                       |  |  |               |  |
| James Hamilton, I duca di Abercorn |                                        | Catherine Copley                    |                                            |  |  |       |  |  |                                       |  |  |               |  |
|                                    |                                        | John Douglas                        | James Douglas, XIV conte di Morton         |  |  |       |  |  |                                       |  |  |               |  |
|                                    |                                        | John Douglas                        | James Douglas, XIV conte di Morton         |  |  |       |  |  |                                       |  |  |               |  |
|                                    |                                        | John Douglas                        | Bridget Heathcote                          |  |  |       |  |  |                                       |  |  |               |  |
| Harriet Douglas                    |                                        | John Douglas                        |                                            |  |  |       |  |  |                                       |  |  |               |  |
|                                    |                                        | Frances Lascelles                   | Edward Lascelles, I conte di Harewood      |  |  |       |  |  |                                       |  |  |               |  |
|                                    |                                        | Frances Lascelles                   | Edward Lascelles, I conte di Harewood      |  |  |       |  |  |                                       |  |  |               |  |
|                                    |                                        | Frances Lascelles                   | Anne Chaloner                              |  |  |       |  |  |                                       |  |  |               |  |
| Louisa Hamilton                    |                                        | Frances Lascelles                   |                                            |  |  |       |  |  |                                       |  |  |               |  |
|                                    | Francis Russell, marchese di Tavistock | John Russell, IV duca di Bedford    |                                            |  |  |       |  |  |                                       |  |  |               |  |
|                                    | Francis Russell, marchese di Tavistock | John Russell, IV duca di Bedford    |                                            |  |  |       |  |  |                                       |  |  |               |  |
|                                    | Francis Russell, marchese di Tavistock | Gertrude Leveson-Gower              |                                            |  |  |       |  |  |                                       |  |  |               |  |
| John Russell, VI duca di Bedford   | Francis Russell, marchese di Tavistock |                                     |                                            |  |  |       |  |  |                                       |  |  |               |  |
|                                    |                                        | Elizabeth van Keppel                | Willem van Keppel, II conte di Albemarle   |  |  |       |  |  |                                       |  |  |               |  |
|                                    |                                        | Elizabeth van Keppel                | Willem van Keppel, II conte di Albemarle   |  |  |       |  |  |                                       |  |  |               |  |
|                                    |                                        | Elizabeth van Keppel                | Anne Lennox                                |  |  |       |  |  |                                       |  |  |               |  |
| Louisa Jane Russell                |                                        | Elizabeth van Keppel                |                                            |  |  |       |  |  |                                       |  |  |               |  |
|                                    |                                        | Alexander Gordon, IV duca di Gordon | Cosmo Gordon, III duca di Gordon           |  |  |       |  |  |                                       |  |  |               |  |
|                                    |                                        | Alexander Gordon, IV duca di Gordon | Cosmo Gordon, III duca di Gordon           |  |  |       |  |  |                                       |  |  |               |  |
|                                    |                                        | Alexander Gordon, IV duca di Gordon | Catherine Gordon                           |  |  |       |  |  |                                       |  |  |               |  |
| Georgiana Gordon                   |                                        | Alexander Gordon, IV duca di Gordon |                                            |  |  |       |  |  |                                       |  |  |               |  |
|                                    |                                        | Jane Maxwell                        | William Maxwell, III baronetto di Monreith |  |  |       |  |  |                                       |  |  |               |  |
|                                    |                                        | Jane Maxwell                        | William Maxwell, III baronetto di Monreith |  |  |       |  |  |                                       |  |  |               |  |
|                                    |                                        | Jane Maxwell                        | Magdalena Blair                            |  |  |       |  |  |                                       |  |  |               |  |
|                                    |                                        | Jane Maxwell                        |                                            |  |  |       |  |  |                                       |  |  |               |  |